# Кузьменко, Михаил Григорьевич
Михаи́л Григо́рьевич Кузьме́нко (10 июля 1904, Суджа, Курская губерния — 29 августа 1960, Одесса, Украина) — советский партийный деятель, председатель Измаильского и Крымского облисполкомов. Депутат Верховного Совета УССР 2, 3 и 4-го созывов. Член Ревизионной комиссии КПУ (1952—1954); член ЦК КПУ (1954—1956), кандидат в члены ЦК КПУ (1956—1960).

## Биография
Родился 10 июля 1904 года в городе Суджа Курской области в семье рабочего.
Трудовую деятельность начал в одиннадцатилетнем возрасте. В 1915—1923 годы — рабочий и подмастерье Иволжанского винокуренного завода (винокурни) Сумского уезда Харьковской губернии.
В 1923—1924 годы — в Суджанском городском комитете комсомола (РКСМ, Курская губерния). С 1924 — председатель рабочего комитета совхоза имени Ленина Краснопольского района Сумского округа. Член ВКП(б) с 1929 года.
В 1930—1938 годы — директор машинно-тракторной станции (МТС) в Харьковской области, директор Глобинской МТС Полтавской области. В 1939—1941 годы — начальник зернового управления Полтавского областного земельного отдела, начальник Полтавского областного земельного отдела.
С 1941 года — в Красной армии. Участник Великой Отечественной войны. В 1942—1943 — уполномоченный Военного совета Донского и Юго-Западного фронтов. Принимал участие в обороне Сталинграда.
В 1943—1949 годы — заместитель председателя исполнительного комитета Полтавского областного совета депутатов трудящихся.
С октября 1949 по 23 ноября 1953 год — председатель исполнительного комитета Измаильского областного совета депутатов трудящихся.
С ноября 1953 год — слушатель курсов переподготовки при ЦК КПСС.
С 16 февраля 1954 по июнь 1956 года — председатель исполнительного комитета Крымского областного совета депутатов трудящихся. 12 июня 1955 года в составе делегации встречал Джавахарлала Неру и Индиру Ганди в СССР (Симферополь, Ялта).
С 28 марта 1954 года по 17 января 1956 года — член ЦК КП Украины.
С 21 января 1956 года по 16 февраля 1960 года — кандидат в члены ЦК КП Украины. 

Умер от инфаркта миокарда в Одессе во время лечения в санатории им. Чкалова 27 августа 1960 года. Похоронен с почестями на Втором Христианском кладбище.

## Награды
- Два Ордена Трудового Красного Знамени (17.12.1945; 28.02.1948)
- Медаль «За оборону Сталинграда» (22.12.1942), «За трудовую доблесть» (31.03.1939), «За доблестный труд в ВОВ» (02.03.1946), «За победу над Германией в Великой Отечественной войне 1941—1945 гг.»